# Kotlje
Kotlje so majhno naselje, ki se stiska k Uršlji gori, štiri kilometre jugovzhodno od Raven na Koroškem v Mežiški dolini. Imajo okoli 1100 prebivalcev.
Ime Kotelj je v svet ponesel pisatelj in revolucionar Lovro Kuhar (Prežihov Voranc). Vas je njegov rojstni kraj, kjer je tudi pokopan.

## Geografija
Kotlje ležijo na nadmorski višini med 430 in 470 m z jedrom ob potoku Hotuljki, na prodnati ravnici Leške kadunje. V bližini Rimskega vrelca so miocenske kamnine z vložki premoga, dolomit in apnenec ter rudišča svinčeve in cinkove rude. 

## Zgodovina
Hotuljsko podolje (ali tudi Hotuljska kotlina, sredi katere ležijo Kotlje) je bilo prehodno iz Mislinjske doline v Podjuno že v času Rimljanov. Skozi Kotlje je vodila rimska cesta Celeia-Virunum. Pri Rimskem vrelcu so leta 1882 našli rimske kovance. Zahodno nad Kotljami  so vidni okopi, tako imenovane turške šance. Nad Kotljami je bilo verjetno tudi gradišče.
Kotlje so prvič omenjene leta 1362, ko so prišle v deželnoknežjo posest. V bližini je potekala nestalna meja med Koroško in Štajersko. Proti koncu 15. stoletja so kraj prizadele kobilice, kuga in Turki. Veliko težav je prebivalcem povzročal tudi Matija Korvin oziroma njegova vojska, ki je dalj časa gospodarila v Slovenj Gradcu. Tudi med drugo svetovno vojno jim ni bilo prizaneseno. Gestapo je imel v Rimskem vrelcu zloglasno mučilnico. Zdaj je tu spominska plošča.

## Znamenitosti
Naravne lepote hotuljske okolice, združene s kulturnozgodovinskimi znamenitostmi, so najbolj privlačne turistične znamenitosti Kotelj in njihove ožje okolice:
- Pri hotuljski cerkvi stoji spomenik, posvečen partizanskemu mitingu zadnjo oktobrsko nedeljo leta 1943. Takrat so bile Kotlje en dan svobodne. Na spomeniku so imena 43 junakov, ki so dali svoja življenja za svobodo.
- Čisto blizu Kotelj je tudi Rimski vrelec, kateremu domačini pravijo Kiseva voda. Zaradi čiste alkalične in brezžveplene hotuljske slatine, ki jo priporočajo slabokrvnim ljudem in proti boleznim želodca in ožilja, nameravajo nekoč na Rimskem vrelcu urediti tudi zdraviliški turizem.
- Spominska plošča na obnovljeni hiši v Podgori nad Kotljami priča, da se je v tej hiši rodil Prežihov Voranc.

### Cerkev svete Marjete
Župnijska cerkev svete Marjete ali Biserke stoji v središču naselja Kotlje je gotska, sredi 18. stoletja pa so jo predelali v baročnem slogu. Neenotna, toda kvalitetna arhitektura daje skupaj s pokopališčem, obzidjem in župniščem cerkvi osrednje mesto vaškega jedra. Nekdanje taborsko obzidje iz 15. stoletja, je bilo v 19. stoletju znižano do sedanje višine.
Na mestu današnje cerkve je prvotno stala kapela, posvečena sv. Neži, sv. Fortunatu in sv. Felicijanu, ki se prvič omenja leta 1367.
Cerkev tvori pravokotna ladja z ožjim in nižjim, tristrano zaključenim prezbiterijem, ki ima tri stopnjevane zunanje opornike. Zvonik z vitko šilasto streho iz pločevine je na severni strani, na južni pa je kapela z oktagonalnim stolpičem s čebulasto streho. Med zvonikom in prezbiterijem je zakristija. Na zahodni strani je dodana vhodna lopa. V višini podstrešnega venca ladjo obdajajo pasovi slikane ornamentike, ki se pojavljajo tudi na zvoniku. Gladke fasade členijo večinoma pravokotne okenske odprtine.
Notranjost cerkve je banjasto obokana. Oprema je iz 18. stoletja. V cerkvi je pet oltarjev. Glavni oltar je posvečen sv. Marjeti, ki je upodobljena z verigo in zmajevo glavo. Poleg sv. Marjete so še kipi sv. Štefana, sv. Mihaela in sv. Lovrenca. Drugi oltarji so posvečeni Materi Božji s sveto Heleno, sv. Petru in Pavlu, svetemu Florijanu iz leta 1662 in oltar sv. Rešnje krvi iz okoli l. 1760, kjer sta upodobljena sv. Stanislav kot sejalec in svetnica s kruhom. Psevdobaročno prižnico pripisujejo kiparju Francu Bernekerju.

## Vorančeva pot skozi Kotlje
Ob 110. obletnici rojstva Lovra Kuharja, so Krajevna skupnost Kotlje, Kulturno društvo Kotlje in Občina Ravne na Koroškem obnovile že pred leti uveljavljeno Vorančevo pot, ki predstavlja postaje pisateljevega življenja v rojstnih Kotljah, od rojstva naprej. 
Vorančeva pot vodi skozi naslednje točke:
- Pobič s solzicami
- Rimski vrelec
- Kotnikova bajta
- Pekel
- Kogel
- Ivarčko jezero
- Šratnek
- Prežihova bajta
- Pokopališče v Kotljah